# الرجل الكلب من ميشيغان
الرجل الكلب من ميشيغان (بالإنجليزية: Michigan Dogman) هو مخلوق مجهول ترجع أول مشاهدة له إلى عام 1887 في مقاطعة ويكسفورد، ميشيغان. وصف المخلوق بأنه يشبه الكلاب وبطول سبعة أقدام، وأزرق العينين، ذو قدمين وله جذع إنسان وعواء مخيف يشبه صراخ البشر. وتقول الأساطير أنه يظهر مرة كل عشر سنوات. وقد تم الإبلاغ عن مشاهدات في عدة مواقع في أنحاء ميشيغان، وبالأخص في الربع الشمالي الغربي من شبه الجزيرة السفلى. اكتسبت الأسطورة شعبية في عام 1987 عندما سجل دي جي في إذاعة WTCM-FM أغنية عن المخلوق والمشاهدات التي أبلغت عنه.

## التاريخ
يقال أن المخلوق كان يعيش في منطقة نهر مانيستي منذ أيام استيطان قبائل أوداوا هناك.
أول تقرير معروف عن الرجل الكلب كان في عام 1887 في مقاطعة ويكسفورد، عندما رأى حطابان مخلوقا وصفاه بأن له جسم إنسان ورأس كلب. كما تم رصده عدة مرات في شبه الجزيرة العليا من قبل السكان المحليين. تم العثور على الخيول وقد ماتت من الخوف في مكان قريب، وتحيط بها آثار أقدام كلاب.
في عام 1938 في باريس، ميشيغان، تعرض رجل يدعى روبرت فورتني لهجوم من قبل خمسة كلاب برية، وقال إن واحدا من هذه الخمسة يمشي على قدمين. وقدمت تقارير عن مخلوقات مشابهة أيضا من مقاطعة أليجان في الخمسينات، وفي مدن مانيستي وكروس فيليج في عام 1967.
قارنت ليندا غودفري، في كتابها «وحش براي رود»، بين مشاهدات مانيستي ومخلوق مشابه في ويسكونسن عرف باسم وحش براي رود.

## التفسير العلمي
أحد التفسيرات المحتملة للمشاهدات هي أن الحيوان هو سليل غير محدد من أحد من قردة البابون «المنقرضة» العملاقة والتي اكتشفت حفرياتها في أفريقيا في الثلاثينات. حيث كانت قردة Theropithecus brumpti وdinopithecus ingens بضعف حجم الرباح اليوم. ويتشابه كائن dinopithecus بشكل خاص مع أوصاف الشهود بناء على التقديرات حول حجمه. وتقول إحدى النظريات أن قرود الرباح قد عبرت الجسر البري على مضيق بيرينغ والذي يربط آسيا مع أمريكا الشمالية خلال العصر الجليدي الأخير كما فعلت عدة كائنات بما في ذلك البشر. تتفق أوصاف الحيوان مع تشريح الرباح، مثل خطمه الطويل كالكلب وأنيابه البارزة. ويقدر أن ذكر dinopithecus كان بطول خمسة أقدام عند الكتفين (على أربع أرجل). ونظرا لعدم وجود حفريات، فلا يعرف ما إذا كان هذا النوع من الرباح قادرا على المشي منتصبا. وتجدر الإشارة إلى أنه بخلاف الكلاب البرية أو الذئاب، فقد لوحظ أن قرود الرباح الباقية اليوم بإمكانها المشي على قدمين، ولا سيما عند عبورها المسطحات المائية. وبهذا فإذا كان قرد dinopithecus قادرا على المشي منتصبا، فإن طوله يتجاوز ثمانية أقدام. لا توجد حفريات أو عظام معروفة لقرد الرباح في أمريكا الشمالية، ولكن تم اكتشاف جمجمة في موقع للبناء في دالاس عام 2009، والتي يعتقد أنها تخص رباح. وأفاد العديد من الشهود أن الرجل الكلب يقوم بحركات تهديد بشفتيه، وهي سمة مشتركة بين قرود الرباح. وذكر الشهود أن الكائن له عينان كبيرتان تلمعان في الليل، ما يشير إلى أن هذا الحيوان ينشط في الليل. ويذكر الشهود أن أسفل ساقه تشبه الكلب مع «ركبة معكوسة» أو عرقوب، وهو أمر مشترك بين جميع الحيوانات رباعية الأرجل. (المعادل البشري لـ«عرقوب الكلب» أو «الركبة المعكوسة» هو كعب القدم.) يملك الرباح قدما ممدودة ما قد يشير إلى مظهر مثل الكلب. ويرى البعض أن هذه الحيوانات ينبغي الاعتراف بها وحمايتها بموجب قانون الأنواع المهددة بالانقراض.

## أغنية كوك
في 1987 (بعد مائة سنة من أول مشاهدة للمخلوق)، قام الدي جي ستيف كوك في إذاعة WTCM-FM في مدينة ترافيرس سيتي، ميشيغان بتسجيل أغنية بعنوان «الأسطورة»، والتي شغلت في البداية في يوم كذبة ابريل. واستوحى الأغنية من التقارير الفعلية عن المخلوق.
سجل كوك الأغنية مع خلفية بيانو من عزف بوب فارلي. وبعد أن عرضت الأغنية على الإذاعة، تلقى كوك بلاغات من المستمعين الذين قالوا إنهم شاهدوا مخلوقا مماثلا. في الأسابيع التي تلت عرض الأغنية، كانت أكثر أغنية مطلوبة على المحطة. بيعت الأغنية على أشرطة كاسيت مقابل أربعة دولارات، وتبرع بالعائدات إلى مأوى للحيوانات. تلقى كوك على مدى هذه السنوات أكثر من مائة تقرير عن وجود المخلوق. كما ورد المخلوق في حلقة من برنلمج مونستر كويست على أنيمال بلانيت في مارس 2010.
وأضاف كوك عدة أبيات للأغنية في وقت لاحق في عام 1997 بعد سمع تقريرا عن أن حيوانا غير محدد من الكلبيات قد اقتحم كوخا في لوثر، ميشيغان. وأعاد تسجيلها مرة أخرى في عام 2007، مع خلفية مندولين.

## فيلم غيبل
في عام 2007، ظهرت نسخة رقمية من فيلم 8 ملمتر على الإنترنت. أطلق عليها اسم «فيلم غيبل» وهو ما كتب على ورقة صغيرة معلق على بصندوق بكرة الفيلم، وسرعان ما انتشر بين عشاق علوم الحيوانات الخقية. اعتقد كثير من الناس أنه الدليل القاطع الذي طال انتظاره عن وجود الرجل الكلب. تلغ مدة الفيلم بأكمله ثلاث دقائق ونصف، ويبدو أنه تم تصويره في منتصف إلى أواخر الستينات، وذلك بمراقبة موضة الملابس والشعر للناس في الفيلم. يبدأ الفيلم بمشاهد عادية: أطفال يركبون عربات الثلج، كلب راعي ألماني، رجل يقطع الخشب، إلى آخره. قرب نهاية الفيلم، فإن المصور يصور الفيلم من داخل سيارة متحركة تسير على طريق ترابي، وعندها اكتشف ما يبدو أنه حيوان يشبه الغوريلا يتحرك في حقل على جانب الركاب من السيارة. خرج المصور من السيارة وتتبع المخلوق لعدة ثواني. ثم ظهر المخلوق مجددا وهو يواجه المصور من تلة على بعد 150 قدم تقريبا. هجم المخلوق بعد بضع ثوان، وأشارت الحركة السريعة للكاميرا أن المصور لاذ بالفرار. وقعت الكاميرا على الأرض في الثواني الخمس الأخيرة من الفيلم، واستلقت على جانبها الأيسر. وظهر فيلم آخر بعنوان «فيلم غيبل الجزء الثاني» ويظهر فيه ما يبدو أنه تحقيق الشرطة في الحادث المسجل في البكرة الأولى، ويظهر أن الضباط يفحصون جثة على الأرض (يعتقد أنها جثة المصور من البكرة السابقة).
بعد سنوات من التحليل والنقاش، اكتشف أن الفيلم كان خدعة وذلك في الحلقة النهائية من برنامج مونستر كويست في 24 مارس 2010. تم تصوير الفيلم باستخدام كاميرات وأفلام ودعائم عتيقة، وذلك من قبل مايك أغروسا، وهو أحد محبي أغنية «الأسطورة». وبالمثل تم تزييف الفيديو الثاني. زعم فريق مونستر كويست أنهم كشفوا الأخطاء في الفيلم على الفور، ومن ثم أجبروا المخادعين على الاعتراف. ولكن المخادعين قالوا أنهم أخبروا فريق البرنامج من البداية بشأن الخدعة وأنهم لفقوا «التحقيق» لجعل الحلقة أكثر إثارة للاهتمام.

## فيلم طويل
في أواخر عام 2011، أصدر المخرج ريتش براور فيلما بعنوان Dogman، من بطولة لاري جو كامبل. عرض الفيلم أول مرة في مسرح الولاية في مدينة ترافيرس.

## وصلات خارجية
- Skeptoid #477: Wag the Dogman at برايان دونينغ